# Cleruchus leptosoma
Cleruchus leptosoma är en stekelart som beskrevs av Debauche 1948. Cleruchus leptosoma ingår i släktet Cleruchus och familjen dvärgsteklar.
Artens utbredningsområde är:
- Belgien.
- Rumänien.

Inga underarter finns listade i Catalogue of Life.